# Rouille (cuisine)
Pour les articles homonymes, voir Rouille.
Ne doit pas être confondu avec Aïoli.
La rouille ou rouille provençale (rolha, en provençal) est une recette traditionnelle de sauce de couleur rouille de la cuisine de la Provence méditerranéenne, à base de pomme de terre, tomate, foie de lotte, et d'huile d'olive. Elle est traditionnellement servie en Provence avec des croûtons de pain frottés à l’ail, en particulier avec la soupe de poisson ou la bouillabaisse.

## Composition
Le Dictionnaire Larousse de la Provence la référence comme composée de pomme de terre, de tomate, de foie de lotte, d'un peu d'ail, et d'huile d'olive, le tout passé au pilon et au mortier, et agrémenté d'un peu de fumet de poisson.

Avec bouillabaisse et pain à l'ail
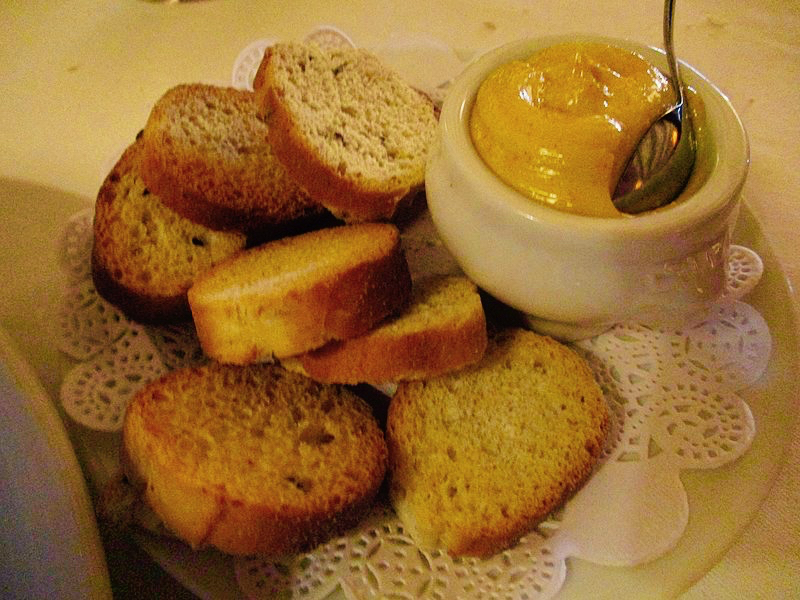
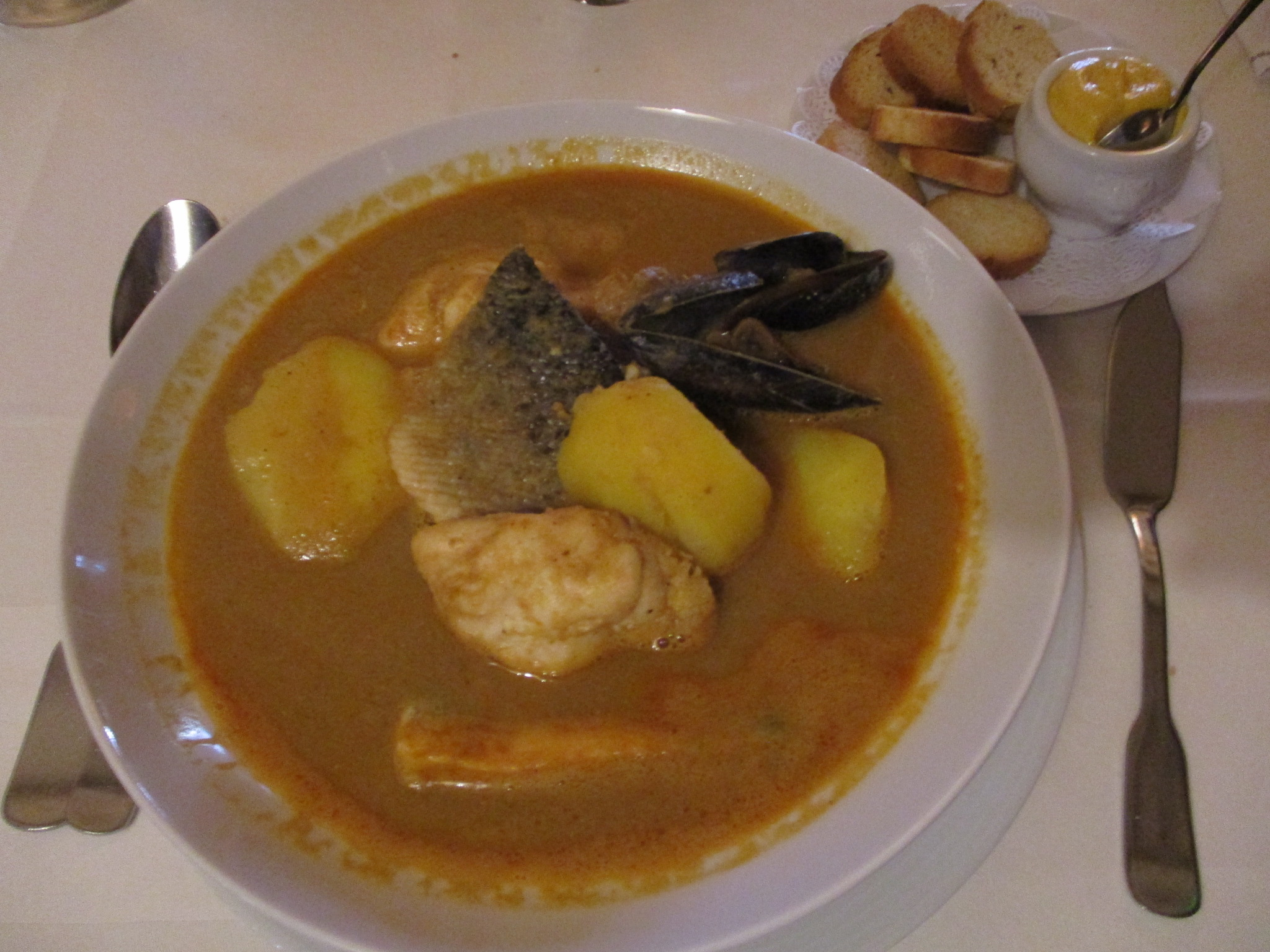
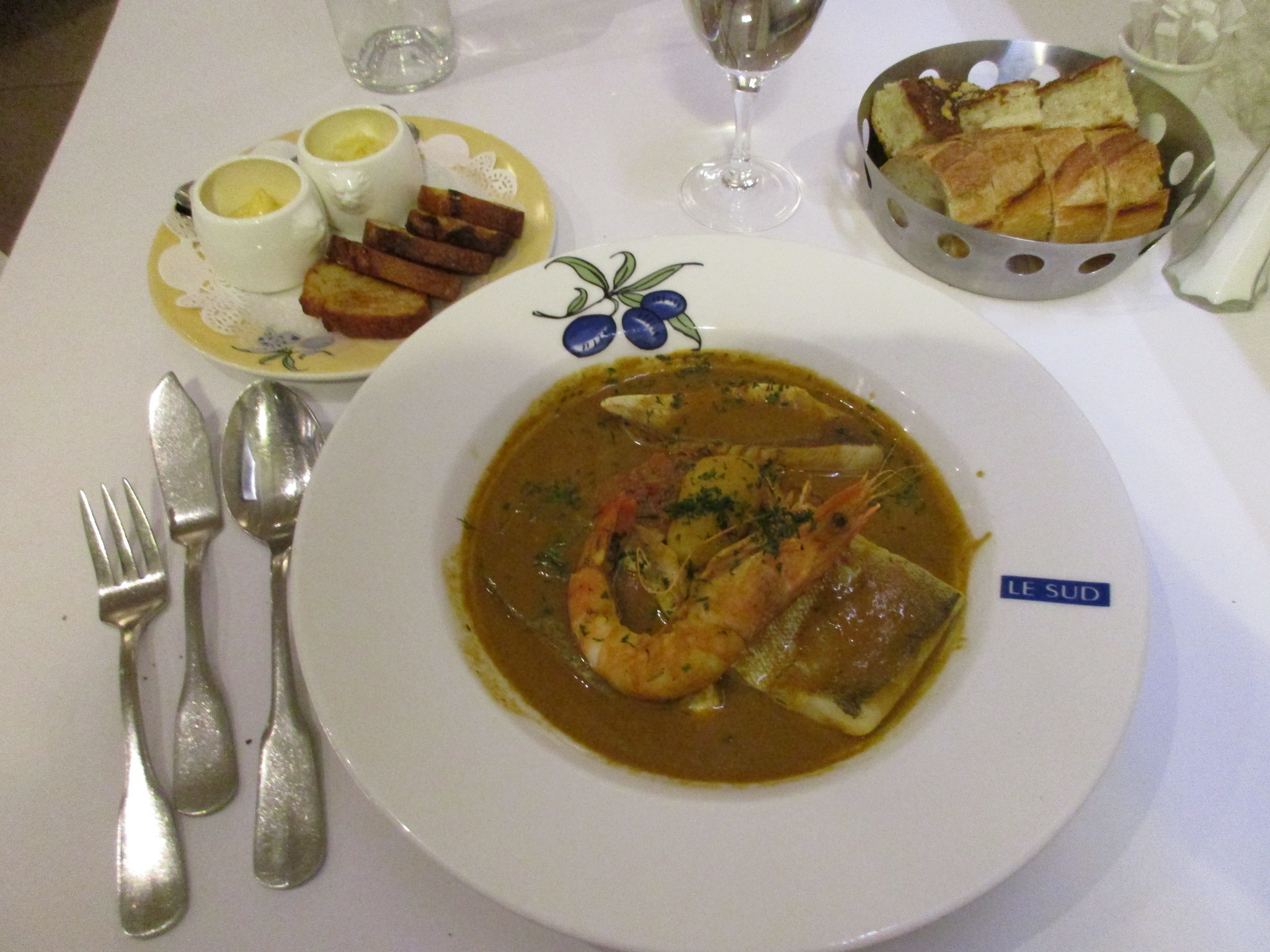

La recette peut varier, et être montée comme une mayonnaise avec du jaune d'œuf, avec ajout de moutarde et de jus de citron, ou liée avec de la mie de pain ou de la chapelure mouillée, et épicée et relevée avec du safran, paprika, ou du piment (piment d'Espelette, harissa, piment de Cayenne...).

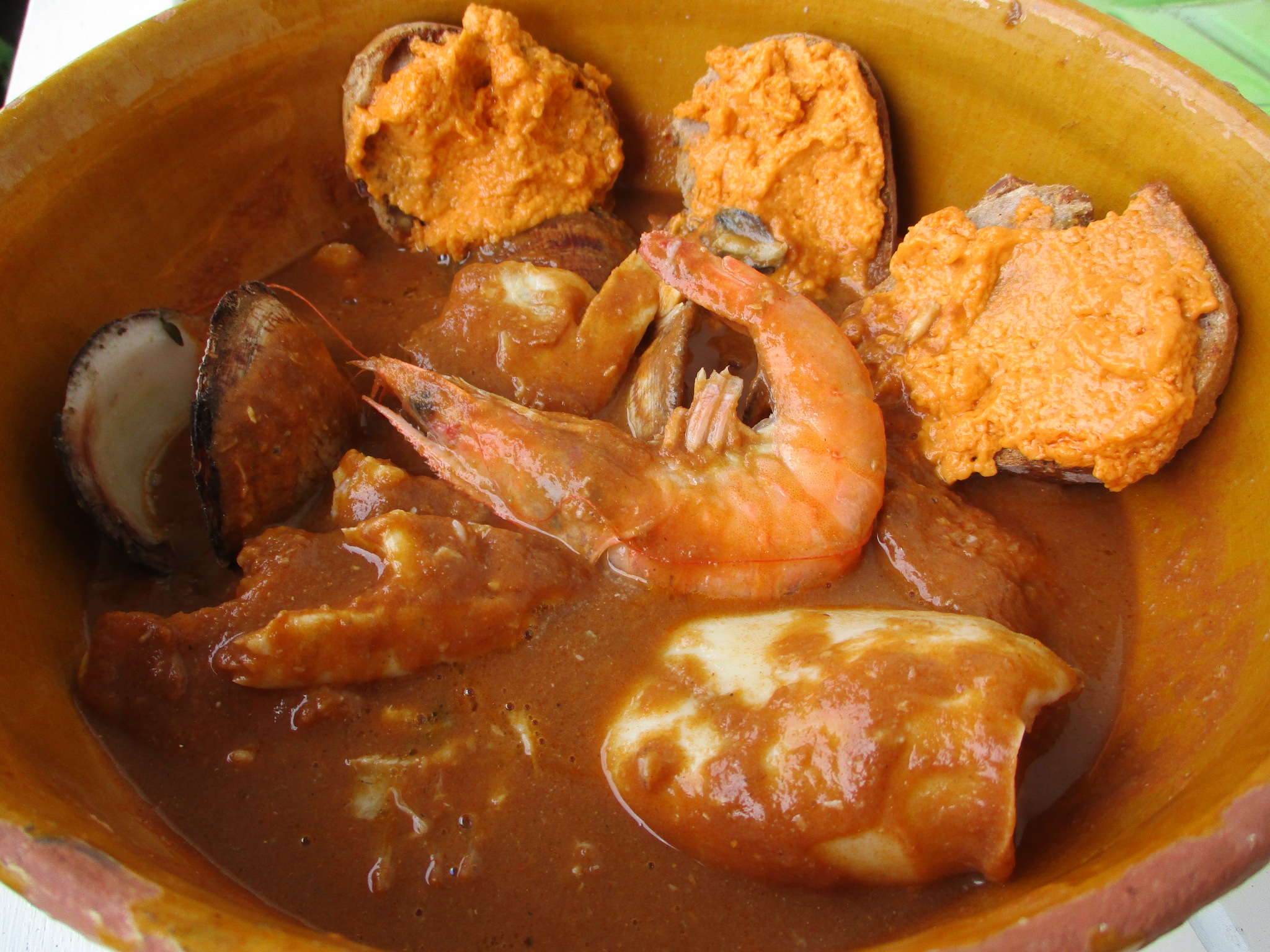
Avec une bouillabaisse
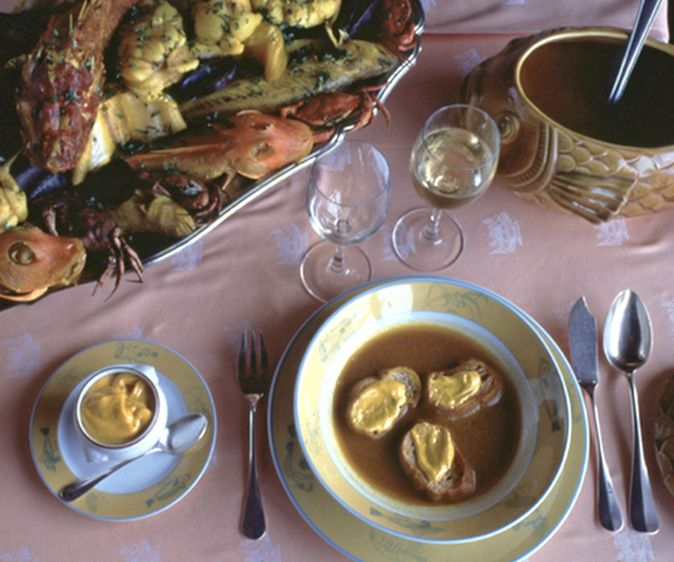
Avec la soupe de poisson d'une bouillabaisse

La rouille peut accompagner des plats de poissons, de crustacés, des moules, des poulpes, des soupes de poisson, des escargots à la provençale de la cuisine de la Provence méditerranéenne... Elle fait partie intégrante (avec des croûtons de pain frottés à l’ail) de la bouillabaisse et de la soupe de poissons à la sétoise.